# Modesto Bargalló
Modesto Bargalló Ardevol (Sabadell, 1894-Ciudad de México, 1981) fue un maestro y pedagogo español. Era hermano del también educador y político Miguel Bargalló.

## Biografía
En 1911 obtuvo el título de maestro y el 25 de junio de 1915 fue nombrado profesor numerario de física, química, historia natural y agricultura en la Escuela Normal de Maestros de Guadalajara. No por eso abandonó sus estudios y en 1929 siguió el curso de psicología experimental en la Universidad Central de Madrid con el profesor Rodrigo Lavín y en 1931 alcanzó el doctorado en Ciencias Naturales, mientras colaboraba con Ignacio Bolívar y Urrutia, que dirigía el Jardín Botánico de Madrid y el Museo de Ciencias Naturales de Madrid.
A lo largo de su periplo como director de la Escuela Normal de Maestro de Guadalajara mejoró los laboratorios y acumuló materiales para un museo escolar. Con Marcelino Martín González del Arco escribió un Manual de Química editado por Sardá en Reus y Guadalajara, que desde 1919 conoció cinco ediciones y que enriqueció con sus fotografías. Otras de sus obras fueron un Manual de Física (Reus, 1925), Como se enseñan las ciencias físico-químicas (Madrid, 1923), La vida de las plantas. Experiencias sencillas de fisiología vegetal (Sardá, Reus, 1932), Paseos y excursiones escolares (Guadalajara, Sardá, 1934) y Problemas de Física y Química (Guadalajara, Gutenberg, 1936). Además, en 1928 fundó Faraday, una publicación dedicada a la didáctica de las Ciencias Naturales.
Su inquietud pedagógica le llevó a dirigir la Revista de Escuelas Normales, portavoz de Asociación Nacional del Profesorado Numerario de Escuelas Normales. Esta sociedad, nacida en 1921, decidió en su congreso fundacional dotarse de una revista dedicada a profesores y alumnos normalistas y fijó en Guadalajara su redacción, de la que se hicieron cargo Modesto Bargalló, Miguel Bargalló, Daniel Carretero Riosalido, Carmen Oña y Visitación Poblete. En 1927 renunció a seguir al frente de la revista y al año siguiente la redacción pasó a Cuenca bajo la dirección de Rodolfo Llopis, donde estuvo hasta que en 1930 volvió a Guadalajara, para ser de nuevo conducida por Modesto Bargalló. Durante estos años, en sus páginas se sentaron las bases pedagógicas de la reforma educativa puesta en marcha durante la Segunda República Española.
Fue un ardiente defensor del valor formativo de la prensa, y así en 1929 impulsaba a un grupo de alumnos a publicar El Bachiller Arriacense y en 1933 firmaba un artículo en el primer número de FAE, el órgano de la Federación Alcarreña de Estudiantes. No por casualidad fue miembro de la junta directiva de la Asociación de la Prensa de Guadalajara, pues fue constante colaborador en publicaciones como Avante, órgano del PSOE alcarreño, o Abril, portavoz de las izquierdas.
Exiliado primero a Francia con su familia, en la mañana del 13 de junio de 1939 Modesto Bargalló y su familia arribaron al puerto mexicano de Veracruz a bordo del Sinaia. Inició así una nueva etapa en su vida, aún más intensa y fructífera. Desde 1940 fue profesor de la Escuela Nacional de Ciencias Biológicas del Instituto Politécnico Nacional y activo colaborador de publicaciones prestigiosas como la Revista de la Sociedad Química de México y Ciencia. En 1964 fundó la Sociedad Mexicana de Historia de la Ciencia y la Tecnología. Mientras en España sus libros de texto eran prohibidos para uso escolar por un decreto firmado por el primer ministro de Educación Nacional franquista, Pedro Sainz Rodríguez, en México escribía algunas obras fundamentales en la reciente historia de la ciencia mexicana, entre las que destacan La minería y la metalurgia española durante la época colonial y su Tratado de Química Inorgánica.